# Aúl

Kubachí, un gran aúl del Daguestán en 1899.

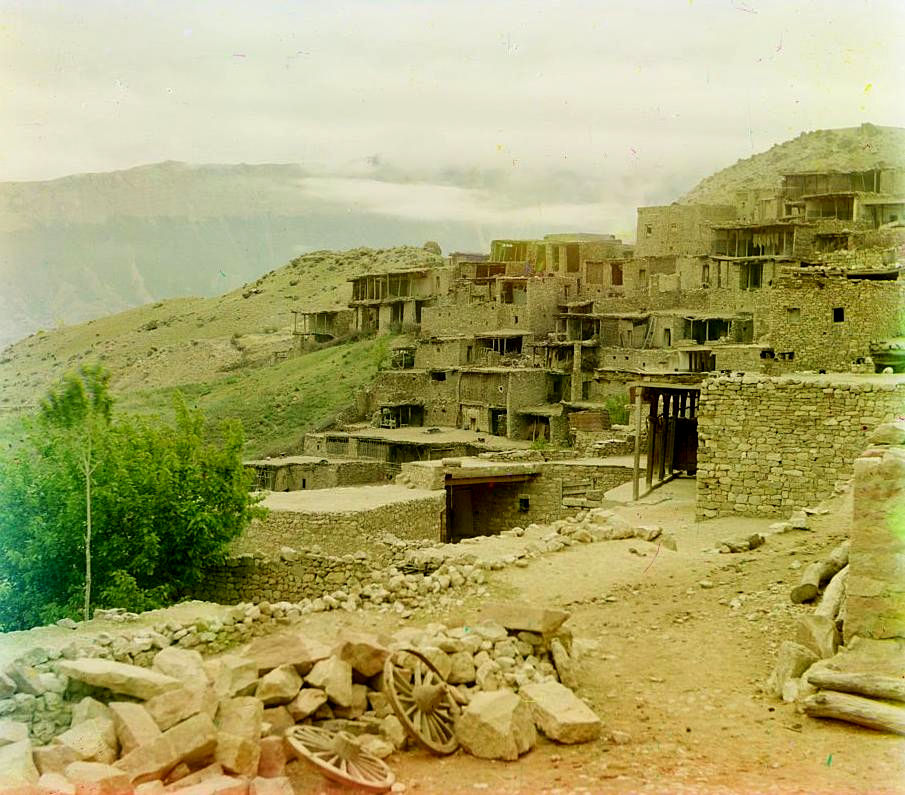
Gunib, un aúl del Daguestán, fotografiado por Prokudin-Gorsky (1904).

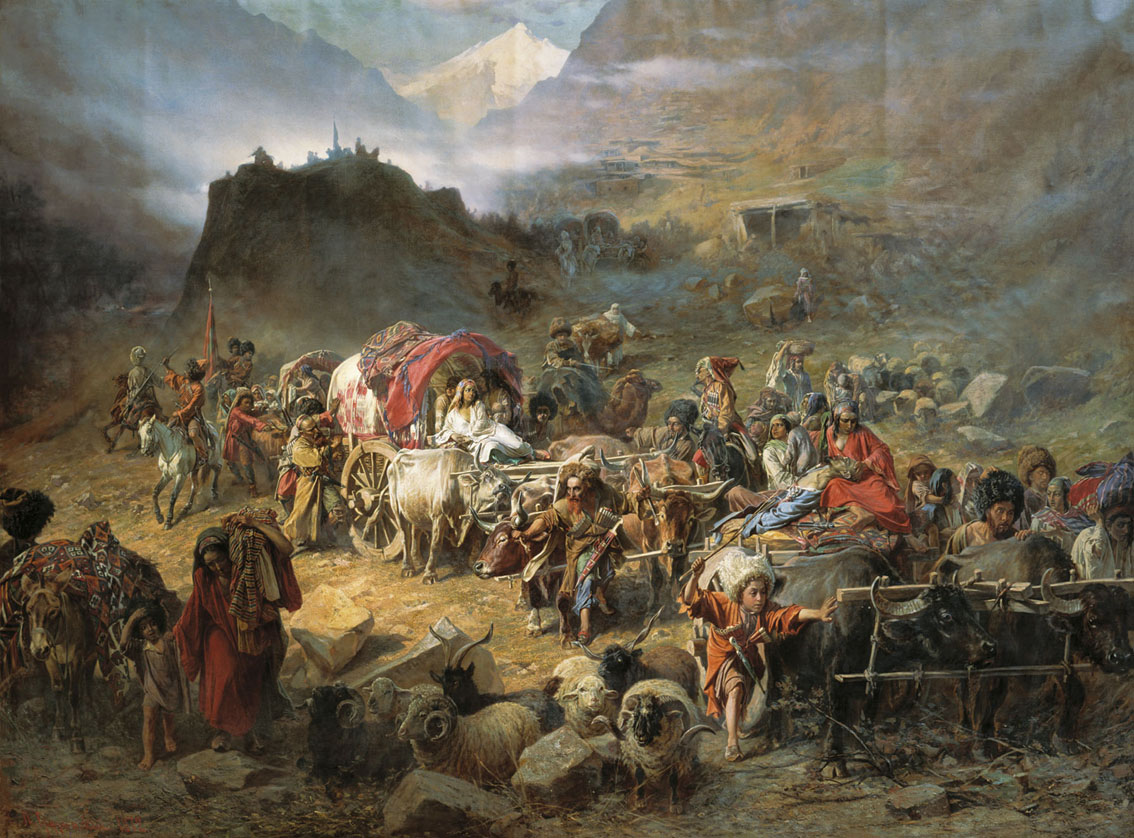
Los montañeses abandonan el aúl, de Piotr Gruzinski, 1872.

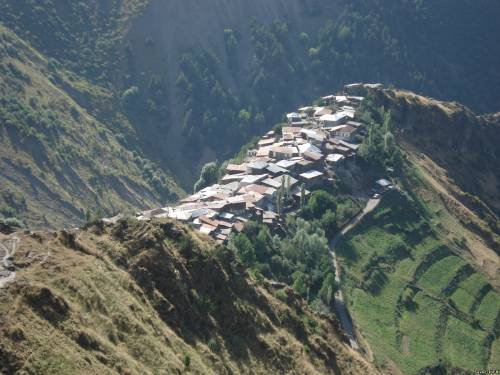
Guelmets, en el sur del Daguestán.

Un aúl (en ruso: аул) es un tipo de villa fortificada típica de las montañas del Cáucaso, sobre todo del Daguestán.
Generalmente de piedra, los aúles están enclavados en crestas de montaña o al borde de precipios, para protegerlos de ataques por sorpresa. Las casas eran normalmente de dos pisos y muy altas, accediéndose a ellas mediante escaleras, lo que impedía la entrada de enemigos. Solían estar orientadas al sur, para en invierno aprovechar el sol y protegerlas de los fríos vientos del norte. Por sus propias características, los aúles se levantaban a menudo lejos de los terrenos de cultivo y de las fuentes de agua, que debía ser transportada al poblado. 
Durante la guerra del Cáucaso (siglo XIX), fueron centros de resistencia frente a los invasores rusos, que se vieron obligados a tomar muchos aúles por asalto. 